# Сельское поселение «Деревня Беляево»
Сельское поселение «Деревня Беляево» — муниципальное образование в составе Юхновского района Калужской области России.
Центр — деревня Беляево.

## Население
| 2010 | 2012 | 2013 | 2014 | 2015 | 2016 | 2017 |
| ---- | ---- | ---- | ---- | ---- | ---- | ---- |
| 431  | ↘421 | ↘416 | ↘412 | →412 | ↘397 | ↘386 |
| 2018 | 2019 | 2020 | 2021 |      |      |      |
| ↘371 | ↘356 | ↘343 | ↗486 |      |      |      |

## Состав
В поселение входят 12 населённых мест:
- деревня Беляево
- деревня Александровка
- деревня Батино
- деревня Бельдягино
- деревня Козловка
- деревня Куновка
- деревня Малые Устья
- деревня Мосейково
- деревня Ново-Успенск
- деревня Папаево
- деревня Рубихино
- деревня Строево